# Semiothisa yunnana
Semiothisa yunnana är en fjärilsart som beskrevs av Eugen Wehrli 1932. Semiothisa yunnana ingår i släktet Semiothisa och familjen mätare. Inga underarter finns listade i Catalogue of Life.